# Lommel Sportkring
Il Lommel Sportkring, noto semplicemente come Lommel SK ed in passato come Lommel United ed Overpelt-Fabriek, è una società calcistica belga con sede nella città di Lommel. Milita in Division 1B, la seconda serie del campionato belga di calcio.

## Storia

### Overpelt-Fabriek
Le origini del club risalgono agli anni '20 con la fondazione del Vlug & Vrij Overpelt-Usines nella città di Overpelt, registrato ufficialmente alla federazione calcistica belga nel 1927 con matricola numero 1064. La società si dissolse nel 1933 per poi tornare nel 1937 con il nome Vlug & Vrij Overpelt e la matricola numero 2554. Nel 1954 e nel 1957 raggiunse rispettivamente la quarta e la terza divisione belga e sul finire degli anni '50 cambiò nuovamente nome in Vlug & Vrij Overpelt-Fabriek in nome delle fabbriche di zinco originarie del luogo.
Nel 1982 raggiunse la seconda divisione dove rimase per tre stagioni e nel 1987 ottenne il riconoscimento reale, consentendo al club di modificare il nome in Koninklijke Vlug & Vrij Overpelt-Fabriek nel 1988. Nel corso degli anni '90 giocò altri tre campionati di seconda divisione senza però riuscire a raggiungere la promozione in Pro League.

### KVSK United Overpelt-Lommel
Nel 2003 il KFC Lommel SK andò in bancarotta scomparendo dal circuito calcistico belga. L'Overepelt-Fabriek decise di trasferirsi nella città di Lommel cambiando il proprio nome in KVSK United Overpelt-Lommel, o più semplicemente KVSK United. Il club mantenne numero di matricola 2554, i colori sociali divennero una combinazione fra quelli del Lommel (verde e bianco) e dell'Overpelt-Fabriek (rosso e blu), mentre le gare casalinghe furono disputate allo stadio Soverein. Da notare che non si trattò di una fusione vera e propria in quanto la matricola del Lommel venne ritirata dopo il suo fallimento.
Nel 2004-2005 centrò la promozione in seconda divisione dopo aver vinto il campionato da imbattuto nell'arco dei 30 incontri, e la stagione seguente sfiorò la promozione in Pro League, perdendo la testa della classifica solo all'ultima giornata e venendo estromesso dai play-off per mano del Lierse.

### Lommel United e Lommel SK
Nel 2010 dopo alcune trattative per fondersi con il KFC Racing Mol-Wezel, club di terza divisione, ha cambiato il proprio nome in Lommel United. Nelle due stagioni seguenti si qualificò per i playoff senza però riuscire a centrare la promozione e nel 2013 dovette affrontare un profondo rinnovamento della rosa rimpiazzando buona parte dei titolari con dei giovani. Nella stagione 2014-2015 andò nuovamente vicino alla promozione ma nei campionati seguenti la situazione peggiorò culminando con la retrocessione in terza divisione al termine della stagione 2016-2017. In vista della stagione seguente il club cambiò nome in Lommel Sportkring e al termine del campionato tornò in Division 1B dopo aver vinto i playoff.
Nel maggio 2020 la società venne acquistata dal City Football Group, gruppo proprietario fra le altre del Manchester City.

## Cronologia dei nomi
- 1920 : Vlug & Vrij Overpelt-Usines
- 1937 : Vlug & Vrij Overpelt
- 1959 : Vlug & Vrij Overpelt-Fabriek
- 1987 : Koninklijke Vlug & Vrij Overpelt-Fabriek
- 2003 : KVSK United Overpelt-Lommel (KVSK United)
- 2010 : Lommel United
- 2017 : Lommel Sportkring (Lommel SK)

## Palmarès

### Competizioni nazionali
- Campionato belga di terza divisione: 2

1981-1982, 2004-2005
- Campionato belga di quarta divisione: 1

1990-1991

## Organico

### Rosa 2024-2025
Aggiornato al 20 febbraio 2025
| N. |                        | Ruolo | Calciatore          |
| -- | ---------------------- | ----- | ------------------- |
| 2  | Belgio (bandiera)      | D     | Jonathan Hendrickx  |
| 3  | Belgio (bandiera)      | D     | Laurent Lemoine     |
| 4  | Belgio (bandiera)      | D     | Stijn Wuytens       |
| 5  | Belgio (bandiera)      | D     | Kevin Kis           |
| 6  | Paesi Bassi (bandiera) | C     | Joey Pelupessy      |
| 7  | Belgio (bandiera)      | C     | Robin Henkens       |
| 8  | Paesi Bassi (bandiera) | C     | Ricardo Ippel       |
| 9  | Paesi Bassi (bandiera) | A     | Jason van Duiven    |
| 10 | Georgia (bandiera)     | C     | Beka Vachiberadze   |
| 11 | Argentina (bandiera)   | A     | Juan Bautista Cejas |
| 13 | Paesi Bassi (bandiera) | C     | Bryan Smeets        |
| 14 | Svezia (bandiera)      | D     | Jesper Tolinsson    |
| 15 | Belgio (bandiera)      | C     | Lucas Schoofs       |

| N. |                        | Ruolo | Calciatore          |
| -- | ---------------------- | ----- | ------------------- |
| 16 | Belgio (bandiera)      | C     | Arno Verschueren    |
| 17 | Slovenia (bandiera)    | A     | Mitja Križan        |
| 18 | Islanda (bandiera)     | C     | Kolbeinn Thórdarson |
| 19 | Nigeria (bandiera)     | A     | Jordan Attah Kadiri |
| 20 | Belgio (bandiera)      | P     | Jari De Busser      |
| 21 | Belgio (bandiera)      | D     | Milan Troonbeeckx   |
| 22 | Rep. Ceca (bandiera)   | C     | Christophe Kabongo  |
| 28 | Belgio (bandiera)      | A     | Jamal Aabbou        |
| 29 | Colombia (bandiera)    | A     | Marlos Moreno       |
| 32 | Paesi Bassi (bandiera) | P     | Jesse Bertrams      |
| 70 | Belgio (bandiera)      | A     | Anass Zaroury       |
|    | Inghilterra (bandiera) | P     | Daniel Grimshaw     |